# Paulin Poucouta
 (novembre 2015).
Si vous disposez d'ouvrages ou d'articles de référence ou si vous connaissez des sites web de qualité traitant du thème abordé ici, merci de compléter l'article en donnant les références utiles à sa vérifiabilité et en les liant à la section « Notes et références ».
Paulin Poucouta, né le 5 mars 1952, est un prêtre catholique congolais du diocèse de Pointe-Noire (Congo-Brazzaville), docteur en théologie biblique (Institut catholique de Paris) et docteur en histoire des religions (Université Paris Sorbonne-Paris IV).

## Biographie
Il est professeur permanent de bible à la faculté de Théologie de l'Institut catholique de Yaoundé (Université catholique d'Afrique centrale), au Cameroun.
Directeur de Troisième Cycle, il est Président du Groupe de Recherche Interdisciplinaire de Théologie Africaine (GRITA) et du Conseil Scientifique de l’Université Catholique d’Afrique Centrale.
Membre de l'Association Panafricaine des Exégètes Catholiques (APECA), de l'Association Catholique Française de l'Étude de la Bible (ACFED), membre du Conseil de rédaction de la revue Spiritus (Paris), il est aussi administrateur et chercheur au Centre d'Études Africaines et de Recherches Interculturelles (CEAF&RI).

## Œuvres
On lui doit plusieurs articles scientifiques et livres dont :
- La dynamique missionnaire de l’Apocalypse, Paris, Cerf, 1991, 287 p.
- L'Église dans la Tourmente, Kinshasa, Épiphanie, 1996, 112 p.
- Les Exigences de la mission. L’aventure prophétique d’Ezéchiel, Kinshasa, Épiphanie, 1997, 112 p.
- Lettres aux Églises d’Afrique. Apocalypse 1-3, Paris / Yaoundé, Karthala / PUCAC, 1997, 288 p.
- La mission à tous vents. Le livre de Jonas, Kinshasa, Épiphanie, 1997, 104 p.
- Missionnaires de la paix. La paix dans la Bible, Kinshasa, Épiphanie, 1998, 72 p.
- La Bible en terres d’Afrique. Quelle est la fécondité de la parole de Dieu ?, Paris, Éditions de l’Atelier / Éditions Ouvrières, 1999, 144 p.
- Letturature africane della Bibbia, Brescia, Queriniana, 1999, 123 p.
- L’espérance, un combat quotidien. La première épître de Pierre, Kinshasa, Épiphanie, 2000, 96 p. 10. Paul, notre ancêtre. Introduction au corpus paulinien, Yaoundé, Presses de l’UCAC, 2001, 189 p.
- Lectures africaines de la Bible, Yaoundé, Presses de l’UCAC, 2002, 122 p.
- La mission dans les Lettres de Jean, Kinshasa, Épiphanie, 2002, 96 p.
- Sous le souffle de l’Esprit. La mission dans les Actes des Apôtres, Kinshasa, Épiphanie, 2003, 95 p.
- Apprendre à lire le livre de Daniel, Kinshasa, Médiaspaul, 2003, 48 p.
- Du Neuf et de l’Ancien. L’évangile de Matthieu en dix étapes, Yaoundé, Presses de l’UCAC, 2004, 192 p.
- Et la vie s’est faite chair. Lectures du quatrième évangile, Paris, L’Harmattan, 2005, 290 p.
- Pour une Église de veilleurs. Apocalypse johannique et théologie africaine, Yaoundé, CLE, 2006, 190 p.
- Lettres aux Églises d’Afrique. Apocalypse 1-3, Yaoundé, PUCAC, 2007, deuxième édition, 262 p.